# Johann Gottfried Rosenberg
Johann Gottfried Rosenberg (slutningen af året 1709 – 4. juni 1776 i Slesvig by) var en dansk-tysk arkitekt i rokokotiden, der var særligt aktiv i Frederiksstaden i København og i hertugdømmerne.

## Biografi
Rosenbergs fødselsdato kendes ikke, men han blev døbt den 20. oktober 1709 i Woldegk i hertugdømmet Mecklenburg-Strelitz. Rosenberg var meget aktiv i Plön i Hertugdømmet Holsten, i Hertugdømmet Slesvig og i Danmark i 1740'erne og 50'erne og satte et tydeligt præg for eftertiden – specielt i Bredgade i bydelen Frederiksstaden i København.
Han samarbejdede ofte med hofbygmester Nicolai Eigtved, der blev kendt som dansk rokokos mester. De to arbejdede blandt andet sammen om Dehns Palæ, Bernstorffs Palæ og det Berckentinske Palæ, alle i Bredgade. Af andre bygninger han har været med til at opføre/ombygge kan nævnes Margård og Frederiksdal.
Rosenberg blev i 1760 udnævnt til landbygmester i hertugdømmerne Slesvig-Holsten og stod blandt andet for genopbygningen af Gråsten Slot efter branden i 1757, ligesom man mener, at Augustenborg Slot er opført efter hans tegninger i perioden 1770-1776.

## Familie
Rosenberg blev gift den 28. oktober 1738 i Kiel med Catharina Dorothea Kühnel, døbt 24. december 1719 i Kiel, død 14. april 1796 i København, datter af Jürgen Kühnel og Catharina Margaretha NN.
Han søn Georg Erdman Rosenberg var også arkitekt, og slægten har siden fostret mange kendte danskere inden for kulturlivet.

## Værker
- Berckentins Palæ
- Dehns Palæ
- Gråsten Slot
- Augustenborg Slot